# Джонс, Филип Джеймс
Филип Джеймс Джонс (англ. Philip James Jones; 19 ноября 1921, Лондон или Peckham — 26 марта 2006, Оксфорд, Юго-Восточная Англия или Оксфорд, Юго-Восточная Англия) — видный британо-английский историк-медиевист, итальяновед. Доктор философии, эмерит-феллоу Брасенос-колледжа, 13 лет преподавал в Лидсе. Член Британской академии (1984). Специалист по итальянским городам-государствам XIII—XV веков и по экономической истории Италии. Самая известная работа, вероятно, — Communes and Despots: The City State in Late-Medieval Italy.
Родился в семье валлийцев.
Его отец был школьным учителем в юго-восточном Лондоне. Уже в школе учителя истории призывали поступать его в Оксфорд. Со школьных же лет проявил любовь к театру. Окончил с отличием Уодхэм-колледж по современной истории (1945). Служил в армии, демобилизовался в 1943. Затем учился у K. B. McFarlane, а также у Cecilia Mary Ady. В 1949 году защитил докторскую.
В 1949-50 в Университете Глазго, в 1950-61 лектор (сменил там Walter Ullmann), в 1961-63 ридер средневековой истории Лидcского университета, с 1963 тьютор современной истории Брасенос-колледжа, также феллоу (эмерит) и с 1965 библиотекарь, в отставке с 1989 года. Автор The Italian City State: From Commune to Signoria (Oxford: Clarendon Press, 1997), высоко оцененной Н. Рубинштейном.
В 1947 году совершил свой первый визит в Италию.
Был женат на итальянке с 1954, овдовел в 2004; сын и дочь.